# Teen Wolf (serie televisiva)
Teen Wolf è una serie televisiva statunitense ideata da Jeff Davis per MTV, andata in onda dal 2011 al 2017 e liberamente ispirata al film del 1985, Voglia di vincere. 
Tyler Posey interpreta il personaggio che dà il titolo alla serie, un giovane licantropo che difende la sua città californiana da creature soprannaturali e altre minacce.
In America la serie è andata in onda per la prima volta il 5 giugno 2011 e si è conclusa il 24 settembre 2017, dopo sei stagioni. Ha ricevuto recensioni generalmente positive dalla critica e ha vinto tre Saturn Awards per la Migliore Serie Televisiva Orientata verso i Giovani. La serie ha anche ricevuto 13 Teen Choice Awards, nove per le interpretazioni di Posey, Dylan O'Brien, Tyler Hoechlin, Holland Roden e Shelley Hennig e quattro Choice Summer TV Series. Un sequel cinematografico scritto e prodotto da Davis per Paramount+, è uscito il 23 febbraio 2023 con il titolo di Teen Wolf - Il film.

## Sinossi
La serie ruota attorno al personaggio di Scott McCall, uno studente liceale di Beacon Hills, immaginaria città in California, che dopo essere stato morso da un lupo mannaro alfa la notte prima del suo secondo anno di liceo, si trasforma anche lui in licantropo. L'episodio cambia drasticamente la vita del ragazzo costringendolo a bilanciare la nuova identità con la vita quotidiana da adolescente e alla fine lo aiuta a proteggere la sua città natale, che scopre essere un faro per attività soprannaturali.
Scott è uno studente relativamente impopolare e poco atletico che vive con la madre divorziata Melissa, un'infermiera al Beacon Hills Memorial Hospital, ma da lupo mannaro, sviluppa abilità fisiche e sensi elevati ben oltre quelli di un normale essere umano, ma deve anche controllare gli istinti aggressivi che sono amplificati nelle notti di luna piena. A complicare ulteriormente le cose, Scott sviluppa una cotta per la sua nuova compagna di classe Allison Argent che, di contro, proviene da una famiglia di cacciatori di licantropi che include suo padre Chris Argent. Ad aiutare Scott a gestire la sua nuova vita ci sono il suo migliore amico Stiles Stilinski, figlio dello sceriffo di Beacon Hills Noah Stilinski, e Derek Hale, nato lupo mannaro. Gli eventi soprannaturali che circondano Beacon Hills finiscono per influenzare anche Lydia Martin, una studentessa popolare e intelligente che scopre di essere una banshee, e Jackson Whittemore, capitano della squadra di lacrosse della scuola che risente la nuova attenzione data a Scott. Quando minacce nuove e familiari emergono, a Scott si uniscono il coyote mannaro Malia Tate, la kitsune Kira Yukimura e il primo lupo mannaro beta di Scott, Liam Dunbar, per tenere al sicuro la sua famiglia, i suoi amici e il resto della città.

## Cast e personaggi
- Scott McCall (stagioni 1-6), interpretato da Tyler Posey, doppiato da Flavio Aquilone. Personaggio principale della serie, rappresenta un ragazzo che in una notte di luna piena viene morso e trasformato in lupo mannaro,per poi trasformarsi ufficialmente in alfa nella terza stagione.

- Mieczysław "Stiles" Stilinski (stagioni 1-6[1]), interpretato da Dylan O'Brien, doppiato da Andrea Oldani. Uno dei personaggi che appaiono di più, nonché il migliore amico di Scott McCall; unico umano che non svolge un ruolo soprannaturale fra i personaggi principali.
- Lydia Martin (stagioni 1-6), interpretata da Holland Roden, doppiata da Valentina Favazza.
- Derek Hale (stagioni 1-4, ospite stagione 6[2]), interpretato da Tyler Hoechlin, doppiato da Gianfranco Miranda.
- Allison Argent (stagioni 1-3, 5x18), interpretata da Crystal Reed, doppiata da Chiara Gioncardi. Fidanzata di Scott McCall (fino all'inizio della terza stagione), è una cacciatrice di lupi mannari.
- Jackson Whittemore (stagioni 1-2, ospite stagione 6[3]), interpretato da Colton Haynes, doppiato da Fabrizio De Flaviis.
- Peter Hale (stagioni 1-4, 6), interpretato da Ian Bohen e Michael Fjordbak (da giovane), doppiato da Simone D'Andrea.
- Katherine "Kate" Argent (stagioni 1, 4, ospite stagioni 3, 6), interpretata da Jill Wagner, doppiata da Barbara De Bortoli.
- Alan Deaton (stagioni 1-6), interpretato da Seth Gilliam, doppiato da Alessandro Quarta.
- Noah Stilinski (ricorrente stagioni 1-5, stagione 6), interpretato da Linden Ashby, doppiato da Saverio Indrio.
- Melissa McCall (ricorrente stagioni 1-5, stagione 6), interpretata da Melissa Ponzio, doppiata da Francesca Fiorentini.
- Chris Argent (ricorrente stagioni 1-5, stagione 6), interpretato da JR Bourne, doppiato da Fabio Boccanera.
- Bobby Finstock (stagioni 1-6), interpretato da Orny Adams, doppiato da Massimo Bitossi.
- Gerard Argent (stagioni 2-3, 5-6), interpretato da Michael Hogan, doppiato da Ennio Coltorti.
- Isaac Lahey (stagioni 2-3), interpretato da Daniel Sharman, doppiato da Daniele Giuliani.
- Cora Hale (stagione 3), interpretata da Adelaide Kane, doppiata da Letizia Ciampa.
- Malia Hale (ricorrente stagione 3, stagioni 4-6), interpretata da Shelley Hennig, doppiata da Gemma Donati.
- Kira Yukimura (ricorrente stagione 3, stagioni 4-5), interpretata da Arden Cho, doppiata da Eleonora Reti.
- Deucalion (stagioni 3, ospite stagioni 5-6), interpretato da Gideon Emery, doppiato da Andrea Lavagnino.
- Jordan Parrish (stagioni 3-6), interpretato da Ryan Kelley, doppiato da Gabriele Lopez.
- Liam Dunbar (ricorrente stagione 4, stagioni 5-6), interpretato da Dylan Sprayberry, doppiato da Federico Viola.
- Mason Hewitt (stagioni 4-6), interpretato da Khylin Rhambo, doppiato da Alessandro Capra.
- Theo Raeken (ricorrente stagione 5, stagione 6) interpretato da Cody Christian, doppiato da Gabriele Patriarca.
- Corey Bryant (stagioni 5-6), interpretato da Michael Johnston, doppiato da Alex Polidori.
- Hayden Romero (stagioni 5-6), interpretata da Victoria Moroles, doppiata da Roisin Nicosia.

## Episodi
La prima stagione è andata in onda in prima visione assoluta su MTV dal 5 giugno al 15 agosto 2011, la seconda dal 3 giugno al 13 agosto 2012, la terza dal 3 giugno 2013 al 24 marzo 2014, la quarta dal 23 giugno all'8 settembre 2014, la quinta dal 29 giugno 2015 all'8 marzo 2016, la sesta e ultima dal 15 novembre 2016 al 24 settembre 2017.
In Italia, la prima stagione è andata in onda in prima visione assoluta su Fox dall'8 dicembre 2011 al 23 febbraio 2012, la seconda dal 13 dicembre 2012 al 17 gennaio 2013, la terza dal 29 ottobre 2013 al 27 agosto 2014, la quarta dal 25 novembre 2014 al 20 gennaio 2015, la quinta dal 2 febbraio al 14 giugno 2016, la sesta e ultima dal 2 aprile 2017 al 19 novembre 2017.
In chiaro, la prima stagione è stata trasmessa su MTV dal 18 settembre al 23 ottobre 2012, la seconda dal 6 giugno all'11 luglio 2013; la terza stagione è stata trasmessa su Rai 4 dal 2 luglio al 3 dicembre 2015, la quarta dal 14 dicembre al 29 dicembre 2016, la quinta dall'8 gennaio al 25 giugno 2018, la sesta dal 25 giugno al 6 agosto 2018.
| Stagione         | Episodi | Episodi | Prima TV USA | Prima TV Italia |
| ---------------- | ------- | ------- | ------------ | --------------- |
| Prima stagione   | 12      | 12      | 2011         | 2011-2012       |
| Seconda stagione | 12      | 12      | 2012         | 2012-2013       |
| Terza stagione   | 24      | 12      | 2013         | 2013            |
| Terza stagione   | 24      | 12      | 2014         | 2014            |
| Quarta stagione  | 12      | 12      | 2014         | 2014-2015       |
| Quinta stagione  | 20      | 10      | 2015         | 2016            |
| Quinta stagione  | 20      | 10      | 2016         | 2016            |
| Sesta stagione   | 20      | 10      | 2016-2017    | 2017            |
| Sesta stagione   | 20      | 10      | 2017         | 2017            |

## Produzione
La serie è il secondo adattamento televisivo del film del 1985 Voglia di vincere; una versione animata, infatti, venne trasmessa sul canale statunitense CBS nel 1986. Il creatore e produttore esecutivo della serie, Jeff Davis, immaginava di creare una serie che fosse più dark, sexy e tagliente rispetto al film originale. Il desiderio di Davis era quello di creare un thriller dai toni comici, più simili a quelli del film Ragazzi perduti. Una volta dato il via allo show, Davis venne fiancheggiato dal direttore australiano Russell Mulcahy, aggiungendo l'horror al progetto. Secondo Davis, tutto iniziava come un'idea di rendere omaggio al film Stand by Me, all'inizio, dove i ragazzi vanno alla ricerca di un corpo nel bosco. Venne ispirato, inoltre, dalle creature del film Il labirinto del fauno di Guillermo del Toro, giudicandole bellissime, raffinate e spaventose allo stesso tempo.
Il cast venne annunciato a dicembre del 2010; i personaggi principali vengono interpretati da Tyler Posey, Crystal Reed, Tyler Hoechlin, Dylan O'Brien, Holland Roden e Colton Haynes. Nella terza stagione Haynes non è presente, la Reed abbandona la serie alla fine di essa, Tyler Hoechlin abbandona il cast alla fine della quarta stagione e Arden Cho, promossa a membro regolare insieme a Shelley Hennig con l'inizio della quarta stagione, rivela che non tornerà nei panni di Kira per la sesta stagione, lasciando quindi intendere la sua uscita dal cast principale alla fine della quinta.
Il 29 luglio 2011, è stato distribuito il primo episodio di una miniserie intitolata Search for a Cure, pubblicata esclusivamente per il web, comprendente 6 episodi.
Nel 2021 viene annunciato un film sequel previsto per il 2022 su Paramount+

### Rinnovi
Il 13 luglio 2011 la serie è stata rinnovata per una seconda stagione.
Durante il San Diego Comic-Con tenutosi Il 12 luglio 2012, la serie televisiva è stata rinnovata una terza stagione composta da 24 episodi, divisa in due parti (12+12).
Durante il New York Comic-Con tenutosi il 12 ottobre 2013 è stato confermato il rinnovo per una quarta stagione, composta da 12 episodi.
Durante il San Diego Comic-Con tenutosi il 24 luglio 2014 è stato confermato il rinnovo per una quinta stagione, composta da 20 episodi, divisa in due parti (10+10).
Durante il panel di Teen Wolf, tenutosi il 9 luglio 2015 al San Diego Comic-Con, è stato confermato il rinnovo della serie per una sesta stagione, composta da 20 episodi. Il debutto, previsto per il 29 giugno 2016, è stato rimandato al 15 novembre 2016 in seguito ad un incidente di Dylan O'Brien sul set di Maze Runner - La rivelazione .
Durante il panel di Teen Wolf tenutosi al San Diego Comic-Con International il 21 luglio 2016, lo show runner Jeff Davis ha dichiarato che la serie si concluderà con la sesta stagione.
La serie è stata rinnovata con un film annunciato il 24 settembre 2021 dal profilo ufficiale Twitter di Teen Wolf, che darà origine ad una serie spin-off chiamata Wolf Pack. Il 21 marzo 2022 sono iniziate le riprese del film.

## Accoglienza
La serie ha ricevuto recensioni molto positive da parte della critica.

### Prima stagione
La prima stagione ha un indice di gradimento del 68% generando una risposta generalmente positiva da parte della critica professionale, oltre ad essere stata elogiata per la miglior qualità rispetto ad altri MTV. Il consenso della critica del sito web recita: "Grazie a un ruolo carismatico in Tyler Posey e a un umorismo oscuro e pungente, Teen Wolf è una piacevole sorpresa estiva, anche se cammina su un terreno familiare".
Su Metacritic, che utilizza una media ponderata, la stagione ha un punteggio di 61 su 109 sul parere di 47 critici, indicando recensioni generalmente favorevoli.

### Seconda stagione
La seconda stagione ha ricevuto recensioni ancora più positive da parte della critica rispetto alla prima, andando a registrare un indice di gradimento del 90% e un punteggio medio di 7,84/10.
Il consenso della critica del sito web recita: "Questo gioco di lupini guadagna spavalderia nella sua seconda uscita, inchiodando un avvincente mix di melodramma sapanoso ed emozioni horror".

### Terza stagione
La terza stagione è stata molto apprezzata dalla critica, ottenendo un indice di gradimento dell'88% e un punteggio medio di 7,97/10.
Il consenso della critica del sito web recita:" Splendidamente girato e realizzato, Teen Wolf approfondisce i temi dell'horror intellettuale rimanendo fedele alla mitologia originale del film".

### Quarta stagione
La quarta stagione ha ricevuto recensioni contrastanti ma generalmente positive, con un indice di gradimento del 67% e un punteggio medio di 4,98/10, risultando la stagione meno apprezzata dell'intera serie. 
Il consenso della critica del sito web recita: "La quarta stagione di Teen Wolf cerca in modo rinfrescante di mescolare le cose ma si sente meno sicura rispetto ai suoi predecessori, dando agli spettatori motivo di timore che questa serie possa già essere lunga nei denti".

### Quinta stagione
La quinta stagione ha raggiunto un indice di gradimento del 92% delle recensioni positive con un punteggio medio di 6,01/10.

### Sesta stagione
Anche la sesta ed ultima stagione ha ricevuto elogi dalla critica con un indice di gradimento dell'83% e una valutazione media di 6,94/10, nonostante molti siano rimasti delusi per l'assenza di Dylan O'Brien.
Il consenso della critica del sito web recita: "La luna piena termina il suo ciclo lunare in questa frenetica stagione finale, portando Teen Wolf ad una conclusione narrativamente disordinata ma emotivamente soddisfacente".

## Riconoscimenti
- Saturn Awards
  - 2012 - Migliore serie tv per ragazzi
  - 2013 - Migliore serie tv per ragazzi
  - 2014 - Migliore serie tv per ragazzi
  - 2015 - Candidatura per la migliore serie tv per ragazzi
  - 2016 - Candidatura per il miglior attore televisivo a Steven Brand
  - 2016 - Candidatura per la miglior serie horror
  - 2016 - Candidatura per il miglior attore giovane a Dylan Sprayberry
  - 2017 - Candidatura per il miglior attore ospite in una serie tv a Ian Bohen
  - 2017 - Candidatura per la migliore serie tv horror
  - 2017 - Candidatura per il miglior attore non protagonista in una serie tv a Tiglio Ashby
  - 2018 - Candidatura per la migliore serie tv horror

- Teen Choice Awards
  - 2011 - Candidatura per la miglior star femminile a Crystal Reed
  - 2011 - Candidatura per la miglior star maschile a Tyler Posey
  - 2011 - Candidatura per la migliore serie estiva
  - 2011 - Candidatura per la migliore serie tv fantasy
  - 2011 - Candidatura per la miglior rivelazione televisiva a Tyler Posey
  - 2011 - Candidatura per la miglior attrice in una serie tv fantasy a Crystal Reed
  - 2012 - Candidatura per la miglior star femminile a Crystal Reed
  - 2012 - Miglior star maschile a Tyler Posey
  - 2013 - Candidatura per la miglior star maschile a Tyler Posey
  - 2013 - Candidatura per il miglior programma estivo
  - 2014 - Candidatura per la migliore serie tv fantasy
  - 2014 - Candidatura per il miglior attore in una serie Fantasy a Tyler Posey
  - 2014 - Candidatura per la miglior star maschile dell'estate a Tyler Posey
  - 2014 - Miglior attore rubascena in una serie tv a Tyler Hoechlin[11]
  - 2014 - Miglior cattivo televisivo a Dylan O'Brien
  - 2015 - Candidatura per il miglior cattivo televisivo ai Dottori del Terrore
  - 2015 - Candidatura per la miglior star televisiva maschile dell'estate a Tyler Posey
  - 2015 - Miglior rubascena in una serie tv a Dylan O'Brien
  - 2016 - Miglior attore televisivo estivo a Dylan O'Brien
  - 2016 - Candidatura per il miglior attore televisivo estivo a Tyler Posey
  - 2016 - Miglior attrice televisiva estiva a Shelley Hennig
  - 2016 - Miglior programma televisivo
  - 2017 - Miglior attore in una serie fantasy a Dylan O'Brien
  - 2017 - Candidatura per la migliore serie tv fantasy
  - 2017 - Candidatura per il miglior attore televisivo estivo a Cody Christian
  - 2017 - Candidatura per il miglior attore televisivo estivo a Tyler Posey
  - 2017 - Candidatura per la migliore attrice televisiva estiva a Shelley Hennig
  - 2017 - Miglior attrice televisiva estiva ad Holland Roden
  - 2017 - Miglior programma televisivo estivo
  - 2017 - Candidatura per la miglior scelta a Dylan O'Brien e Holland Roden

- People's Choice Awards
  - 2016 - Candidatura per il miglior programma televisivo
  - 2017 - Candidatura per il miglior programma fantasy
  - 2017 - Candidatura per il miglior attore in una serie fantasy a Tyler Posey

- Young Hollywood Awards
  - 2013 - Miglior cast a Tyler Posey, Dylan O'Brien, Tyler Hoechlin e Holland Roden[12]
  - 2014 - Candidatura per il programma televisivo degno di nota

- ALMA Awards
  - 2012 - Miglior attore televisivo protagonista a Tyler Posey

- Imagen Awards
  - 2012 - Candidatura per il miglior attore televisivo a Tyler Posey

## Mitologia

### Licantropi
- Alfa: il capo del branco, nonché il suo membro più potente. Come tutti i licantropi, trae energia dal proprio gruppo. Quando si trasforma si differenzia dai beta e dagli omega per il colore rosso degli occhi. Ci sono due modi attraverso i quali un beta può diventare un alfa: uccidendo un altro capobranco (prendendone così la potenza e il colore rosso degli occhi) o evolvendosi attraverso la propria forza di volontà (il vero alfa). Se un capobranco perde tutti i membri del proprio branco o lo abbandona è costretto a crearne un altro per non regredire allo stadio di omega (a meno che non sia stato lui a sterminare il gruppo, in tal caso acquisisce la potenza di tutti i membri eliminati, divenendo molto più potente). Alcuni alfa molto più potenti della media hanno la capacità di trasformare il proprio corpo in maniera più completa, divenendo più simili al proprio alter ego bestiale: la madre di Derek, Talia Hale, era considerata fra i licantropi più potenti del mondo ed era capace di trasformarsi totalmente in un grosso lupo dal pelo nero e dalla pelle grigia; Deucalion, invece, non diventa un lupo vero e proprio, ma il suo corpo si riempie completamente di peli neri, acquisisce un colorito grigio e dei lineamenti animaleschi e sviluppa artigli retrattili e denti bestiali. Peter, invece, diventa una possente bestia a metà strada tra un lupo ed un uomo, anch'essa con pelo nero e colorito grigio. Egli non può mantenere però il proprio autocontrollo, divenendo guidato unicamente dall'istinto. I poteri dell'Alfa sono il creare lupi attraverso morsi o graffi se abbastanza profondi e il poter far trasformare anche contro la volontà del beta in lupo ruggendo
- Il vero alfa: ovvero diventato tale solo per i propri meriti, senza aver ucciso o preso il potere a nessuno. Si narra che un alfa divenuto tale in quest'ultimo modo si differenzi dagli altri per un colore più acceso degli occhi e per una potenza superiore. Scott lo diventa nella terza stagione ed è il primo dopo centinaia di anni (a detta del dott. Alan Deaton).
- Beta: lupo standard di ogni branco. Anch'esso trae energia dal proprio gruppo. Quando si trasforma non cambia molto: sviluppa peli sul viso, lineamenti animaleschi, artigli retrattili e denti bestiali. I suoi occhi diventano gialli se non ha mai ucciso intenzionalmente qualcuno o azzurri se, al contrario, ha utilizzato i propri poteri per togliere la vita ad un innocente (la cosa è comunque reversibile, tramite un apposito rituale, che però fa regredire fino allo stato di essere umano). Per diventare un beta, un essere umano deve essere graffiato o morso da un alfa (sopravvivendo), o come nel caso della bestia, bevendo acqua piovana dall’impronta di un lupo, ma può anche nascere già tale se anche i suoi genitori lo sono. Un beta può anche regredire allo stadio di omega, qualora rimanesse senza branco o lo abbandonasse.
- Omega: lupo privo di un branco. I suoi poteri sono inferiori a quelli dei beta, a causa della mancanza di un gruppo da cui trarre energia, anche se quando si trasforma appare tale e quale ad essi. Un omega, in certi casi, può avere un branco solo che viene trattato male e viene considerato come l'ultimo membro del branco a volte "sacrificabile".

I poteri di un lupo raggiungono la massima potenza durante le notti di luna piena, durante le quali avviene la trasformazione, e durante esse se non si sanno mantenere la calma possono perdere il controllo delle loro azioni. Possono essere indeboliti con lo strozzalupo, o Aconito,di cui ne esiste una particolare forma molto rara: l'Aconito Giallo, che, dicono, sia in grado di uccidere anche un alfa, ma non è così; con un'adeguata preparazione e un sufficiente autocontrollo, il licantropo riesce a mantenere integra la propria coscienza tramite un'"ancora", ovvero un qualcosa per il quale per il licantropo valga la pena combattere e rimanere lucido (per esempio la famiglia o il proprio amore) anche se può rimanere lucido solo per un periodo limitato, ma sufficiente per cercare aiuto o per salvarsi, in quanto, dopo un tot di tempo con l'aconito in corpo muore. La prima notte di luna piena è per un licantropo la peggiore, poiché esso affronta la situazione per la prima volta e non sa ancora come controllarsi, rimanendo preda del proprio istinto. Ma se è vero che durante una notte di luna piena il lupo mannaro aumenta la sua potenza, lo è altrettanto che con le eclissi lunari esso perde tutti i suoi poteri, o con la SuperLuna in cui il lupo ha il triplo dei propri poteri.
Se trasformato, un lupo dispone di forza e agilità sovrumane. Tuttavia, sia in forma mannara che umana, i licantropi mantengono alcuni poteri sovrumani, come i sensi super-sviluppati, la capacità di vedere al buio, la super velocità e la capacità di guarigione anche in situazioni che causerebbero la morte di un qualsiasi individuo non soprannaturale. In presenza di una creatura che soffre in modo fisico, i lupi mannari possono (tramite il contatto fisico) assumere su di sé parte della sofferenza di quella creatura, alleviandone il dolore. Un alfa può, attraverso questa speciale capacità, curare alcune condizioni mortali, a costo però della propria condizione di capobranco e addirittura può morire. Quando invece i lupi mannari sfoderano i loro artigli, attraverso di essi sono in grado di condividere i propri ricordi con un altro lupo: per farlo, uno dei due deve prima infilare gli artigli alla base della nuca dell'altro, all'inizio della colonna vertebrale, ed attraverso questa connessione i due licantropi potranno poi condividere ricordi, immagini ed emozioni. In certi casi (tipo ex alpha, beta esperti e pratici, etc...) Anche un beta può fare questa pratica. Sembra essere possibile farlo anche se il lupo mannaro di cui un altro lupo vuole leggere i ricordi è morto, purché si siano conservati gli artigli e un altro licantropo sia disponibile a innestarseli sulle dita.
Esistono dei rituali in grado di riportare in vita un lupo mannaro morto attraverso il potere della luce lunare. Questi rituali sono possibili solo tramite la Luna di Marzo e potrebbero essere riusciti fino ad ora solo grazie al fatto che siano state delle Banshee, portali per il regno dei morti, a praticarli.
Alcuni lupi sembrano anche possedere poteri unici, come per esempio i gemelli Ethan e Aiden, che possono fondersi in un unico corpo, generando un licantropo alfa molto più potente di loro.
I lupi fratelli, in particolare gemelli, (come Ethan e Aiden) possono sentire l'uno il dolore dell'altro.
A volte, il morso o il graffio di un licantropo non trasforma in uno di essi, ma può farti diventare qualcos'altro, a patto che rifletta la tua personalità interiore (per esempio Jackson diventa un Kanima, Kate diventa un Giaguaro Mannaro).
Quando una persona beve acqua piovana dalla pozza creata dall"impronta di una zampa di un licantropo alpha trasformato durante la luna piena, si trasforma in un demone lupo alto fino a 5 metri.

### Altre creature
- Banshee (Lydia e sua nonna Lorraine Martin, Meredith Walker): la banshee è uno spirito femminile, descritto generalmente come una bella donna dai capelli fluttuanti, con indosso un vestito verde ed una mantella grigia. Può apparire sia come una donna che canta, sia piangente e avvolta da un velo. Altra caratteristica sono gli occhi perennemente arrossati dal pianto. Il termine banshee significa "donna delle fate", dal gaelico bean, "donna", e sidhe, che deriva a sua volta da sith ("fata") o sid ("montagna delle fate"). Le banshee sono creature molto forti e propagano il proprio urlo con le mani. Se si trapana la testa di una Banshee, questa sente le urla della gente morta e per questo muore dopo poco se non le si inietta il vischio nel foro. Sebbene Lydia sia sempre stata una Banshee i suoi poteri si sono manifestati solo a seguito del morso di Peter Hale.
- Wendigo (Sean e la sua famiglia): sono degli esseri cannibali con occhi totalmente bianchi.
- Kitsune (Kira e sua madre): le kitsune sono molto furbe, i loro occhi sono arancio e intorno ad esse hanno una specie di aura volpina, che è possibile vedere con gli occhi da lupo mannaro o con il flash in una foto, esistono diversi tipi di Kitsune tra cui quelle del tuono (Kira); se non controllata la volpe può prendere il sopravvento.
- Nogitsune (demone che ha posseduto Stiles nella terza stagione): questa forza soprannaturale è stata creata, durante la seconda guerra mondiale, dalla madre di Kira, la quale voleva vendicarsi dei soldati che avevano causato la morte del suo "colpo di fulmine" (il suo più grande amore). Dopo averlo creato si rese conto di aver dato vita ad un demone e decise dunque di sconfiggerlo. Circa 70 anni dopo (le kitsune sono note anche per la loro lunga vita) tornò a Beacon Hills e venne a sapere del suo risveglio, così dovette dargli nuovamente la caccia.
- Oni: Demoni creati dalle code di Noshiko, inizialmente al suo servizio ed in seguito al servizio del Nogitsune.
- Kanima (Jackson Whittemore): Il kanima, una creatura con le sembianze di una grande lucertola, ha bisogno di un padrone, perché rispecchia le persone senza carattere forte. Ha le stesse paure del padrone, ed una volta ucciso quest'ultimo il kanima passa di proprietà a chi ha commesso l'omicidio.
- Darach (Jennifer Blake): sono dei druidi che compiono dei sacrifici in serie, per dare potere al Nemeton e così assorbirlo.
- Berserker (Scott McCall nelle ultime due puntate della quarta stagione per volere di Kate Argent): Questi guerrieri vestiti con la pelle di orso hanno canalizzato la ferocia degli orsi fin dai tempi antichi. Un solo Berserker può combattere con successo molteplici creature soprannaturali in una sola volta. Anche i lupi mannari li temono e preferiscono fuggire piuttosto che combatterli. Un Berserker può saltare grandi altezze. A differenza di lupi mannari, la connessione alla loro natura animale non è regolamentata dalla luna. Tuttavia, i Berserker sono probabilmente controllati da un padrone, dato che sono noti per ritirarsi improvvisamente senza alcun motivo apparente. Le unghie di un Berserker sono molto più lunghe di quelle dei lupi mannari. Le ossa di animali che i Berserker penetrano fin dalla carne – cosa molto simile al fenomeno di nuovi alberi che nascono da compagni caduti – si fondono, crescono, e si lasciano dietro solo una carcassa dell’umano che un tempo esisteva.
- Giaguaro Mannaro (Kate Argent): presenta la pelle blu e le chiazze nere con occhi verdi.
- Coyote Mannaro (Malia Hale e sua madre La Lupa del Deserto Corinne): la natura di coyote mannaro può essere ereditata, oppure se la personalità della persona rispecchia le caratteristiche dell'animale (tramite il morso o graffio) si ci può trasformare in coyote. Un coyote mannaro femmina, quando aspetta una bambina, le passa parte dei suoi poteri che può riacquistare uccidendo la figlia o la figlia può assorbirli tutti, diventando due volte più forte (come accade con Malia e La Lupa del Deserto).
- Nemeton: Il Nemeton è un grosso albero che si trova nella foresta di Beacon Hills. Nel flashback della madre di Kira lo si vede come un grosso e maestoso albero che poi è stato tagliato (non se ne conosce il motivo) e ne sono rimaste solo le radici. Il Nemeton sembra funzionare come un serbatoio di energia, che può essere caricato tramite sacrifici o determinate azioni. Il suo legno è stato usato per costruire alcuni contenitori, come la scatola che conservava gli artigli di Talia Hale e che è stata usata poi per imprigionare il Nogitsune. Dall'inizio della serie il Nemeton era scarico ma poi Scott, Allison e Stiles lo hanno ricaricato, per impedire a Jennifer di uccidere i loro genitori. La "ricarica" del Nemeton ha richiamato a Beacon Hills diversi esseri soprannaturali, come il vice-sceriffo Jordan Parrish.
- Segugio Infernale (Vice-sceriffo Jordan Parrish): il Segugio Infernale è collegato alla Banshee; come questa è immune al veleno di Kanima ed è immune al fuoco. Il Cerbero secondo una profezia, avrebbe dovuto fronteggiare la Bête du Gevaudàn (come accade nella quinta stagione).
- Chimera: essere che possiede geni di diverse specie di creature. (Theo e il suo branco nella quinta stagione)
- La Bête du Gévaudan (Sebastien Valet): È il fratello di Marie-Jeanne Argent.
- Lowenmensch (Mr. Douglas): il Lowenmensch è una creatura per metà leone e per metà lupo.
- Anuk-ite (Aaron e Quinn): è una creatura che diffonde e si nutre di paura, in grado di pietrificare le persone con lo sguardo.
- I Druidi:i Druidi fungono da consulenti ed emissari ai branchi di licantropi per mantenerli collegati all’umanità.
- I Cavalieri Fantasma:(stagione 5\6)I Ghost Riders sono parte del mito della caccia selvaggia. Sembrano esseri umanoidi e si vestono con cappelli da cowboy e altri indumenti “old west”. I tre conosciuti sono“The Outlaw,” “The Enforcer,” e “The Ranger.”
- SkinWalker:Gli Skinwalker, nella tradizione dei nativi americani, sono persone che hanno il potere di assumere la forma di diversi animali.
- I Dottori del Terrore:(stagione 5)I Dottori del Terrore sono un trio di scienziati umani innamorati del soprannaturale. Superumani esoterici che usano l’elettromagnetismo e la pseudoscienza. Il loro simbolo è l’Ouroboros, il serpente che si mangia la coda. Essi hanno creato le chimere (iniettando nella loro nuca il "liquido amniotico" in cui giace il corpo putrefatto del dottor Douglas) che nominano come successo o, nella maggior parte dei casi, fallimento.